# 大好き (永井真理子のアルバム)
『大好き』（だいすき）は、永井真理子初のベスト・アルバム。

## 概要
『上機嫌』『元気予報』『Tobikkiri』3枚のアルバムから10曲選出に加え、書き下ろし楽曲「Step Step Step」「少年」収録。
初回プレス盤は三方背BOX・別途ブックレット封入。

## 収録曲
全編曲：根岸貴幸
1. Step Step Step
  - 作詞：前田克樹・亜伊林、作曲：前田克樹
2. Fight!
  - 作詞：亜伊林、作曲：辛島美登里
3. Brand-New Way
  - 作詞：川田多摩喜、作曲：藤井宏一
4. One Step Closer
  - 作詞・作曲：前田克樹
5. 瞳・元気
  - 作詞：只野菜摘、作曲：辛島美登里
6. 親友
  - 作詞：亜伊林、作曲：馬場孝幸
7. ときめくハートビート
  - 作詞：前田克樹・亜伊林、作曲：前田克樹
8. 20才のスピード
  - 作詞：亜伊林、作曲：辛島美登里
9. Slow Down Kiss
  - 作詞：只野菜摘、作曲：谷口守
10. ロンリイザウルス
  - 作詞：亜伊林、作曲：北野誠
11. 少年
  - 作詞：永井真理子・亜伊林、作曲：前田克樹
12. Mariko
  - 作詞：永井真理子、作曲：前田克樹